# 圣菲奥拉诺
圣菲奥拉诺（義大利語：San Fiorano），是意大利洛迪省的一个市镇。总面积8.9平方公里，人口1788人，人口密度200.9人/平方公里（2009年）。ISTAT代码为098047。